# Inmaculada Concepción (Velázquez)
La Inmaculada Concepción pintada por Velázquez hacia 1618 y conservada en la National Gallery de Londres podría ser, con su pareja, el San Juan evangelista en Patmos del mismo museo, la primera de las obras conservadas del sevillano, pintada con poco más de 18 años.

## Historia
En 1800 Juan Agustín Ceán Bermúdez citó la obra, junto con su pareja, el San Juan evangelista escribiendo el Apocalipsis, de idénticas dimensiones, en la sala capitular del convento del Carmen Calzado de Sevilla. Ambas fueron vendidas en 1809, por intermediación del canónigo López Cepero, al embajador de Gran Bretaña, Bartholomew Frere. Adquirido por el Museo en 1974. La crítica es, desde Ceán, unánime en el reconocimiento de su autografía.
El cromatismo parece haber sufrido un oscurecimiento general, a causa de la cera aplicada en una antigua forración. Pero de todos modos no es probable que en su estado primitivo alcanzase la claridad de las Inmaculadas de su maestro, Francisco Pacheco, si se considera que había de armonizar con el San Juan en Patmos, cuyo sistema de iluminación intensa en el primer plano y dirigida desde la izquierda comparte.

## Iconografía
La cuestión inmaculista era en Sevilla objeto de vivo debate, con amplia participación popular volcada en general en defensa de la definición dogmática. La controversia estalló en 1613 cuando el dominico fray Domingo de Molina, prior del convento de Regina Angelorum negó la concepción inmaculada desde el púlpito, afirmando que María «fue concebida como vos y como yo y como Martín Lutero». Entre los fervorosos defensores de la Inmaculada estuvo Francisco Pacheco, bien relacionado con los jesuitas Luis del Alcázar y Juan de Pineda, implicados en su defensa. Al calor de la controversia los pintores recibieron numerosos encargos, siendo por tal motivo la pintura de la Inmaculada uno de los asuntos más repetidos.
Aunque Francisco Pacheco en El arte de la pintura aconsejaba pintar a la Inmaculada Concepción con túnica blanca y manto azul, tal como se apareció a la portuguesa Beatriz de Silva, Velázquez empleó la túnica rojo-púrpura del mismo modo que acostumbraba a hacerlo el propio Pacheco en sus diversas aproximaciones al tema (Inmaculada Concepción con Miguel Cid, Catedral de Sevilla; Inmaculada concepción con la Trinidad, Sevilla, iglesia de San Lorenzo, etc.). Este era también el modo más extendido en Sevilla en las primeras décadas del siglo XVII, como se observa también en la Inmaculada de Juan de Roelas del Museo Nacional de Escultura de Valladolid.
Velázquez sigue los esquemas compositivos empleados por Pacheco igualmente en la silueta en contrapposto de la Virgen, la luna traslúcida a los pies y la integración de los símbolos de las Letanías lauretanas en el paisaje (nave, torre, fuente, cedro), aun a costa de faltar a la verosimilitud en un grado mayor del que acostumbraba su maestro y suegro, a quien gustaba integrar la Torre del Oro o la Giralda en los suyos. Otras sugerencias expuestas por Pacheco en las Adiciones a su tratado, compuestas a partir de 1634 pero recogiendo indudablemente su práctica artística y los conocimientos adquiridos a lo largo de un largo periodo, han sido respetadas por Velázquez: 

Hase de pintar, pues, en este aseadísimo misterio esta Señora en la flor de su edad, de doce a trece años, hermosísima, lindos y graves ojos, nariz y boca perfectísima y rosadas mexillas, los bellísimos cabellos tendidos, de color de oro; en fin, cuanto fuere posible al humano pincel. (...) Vestida del sol, un sol ovado de ocre y blanco, que cerque toda la imagen, unido dulcemente con el cielo; coronada de estrellas; doce estrellas compartidas en un círculo claro entre resplandores, sirviendo de punto la sagrada frente; (...) debaxo de los pies, la luna que, aunque es un globo sólido, tomo licencia para hacello claro, transparente sobre los pies; por lo alto, más clara y visible la media luna con las puntas abaxo.

Explicaba luego Pacheco esta elección de las puntas hacia abajo, contra la costumbre, de acuerdo con las indicaciones del padre Luis del Alcázar, por razones de veracidad astronómica, dada la posición del sol, por convenir así mejor para iluminar a la mujer que sobre ella está y porque, siendo la luna un cuerpo sólido, la figura ha de quedar asentada en la parte de fuera. La luna de Velázquez es, sin embargo, más que un creciente lunar un sólido cristalino a través del que se observa el paisaje. Velázquez prescinde de la serpiente, figura del demonio, que Pacheco dice pintar siempre con aprensión, dispuesto a dejarla fuera del asunto. Pero rompe con su maestro y de una forma radical en el modelo elegido para representar a la Virgen, que toma del natural sin dejar de ser, a su manera, una bella y recatada doncella. 
La apariencia de retrato, bien distinto de los idealizados rostros de Pacheco, ha llevado a diversas especulaciones acerca de la identidad de la retratada, buscándose a menudo al modelo dentro del entorno familiar, aunque la figura de María deriva del modelo de la Inmaculada de El Pedroso, obra de Juan Martínez Montañés.